# Nyköping

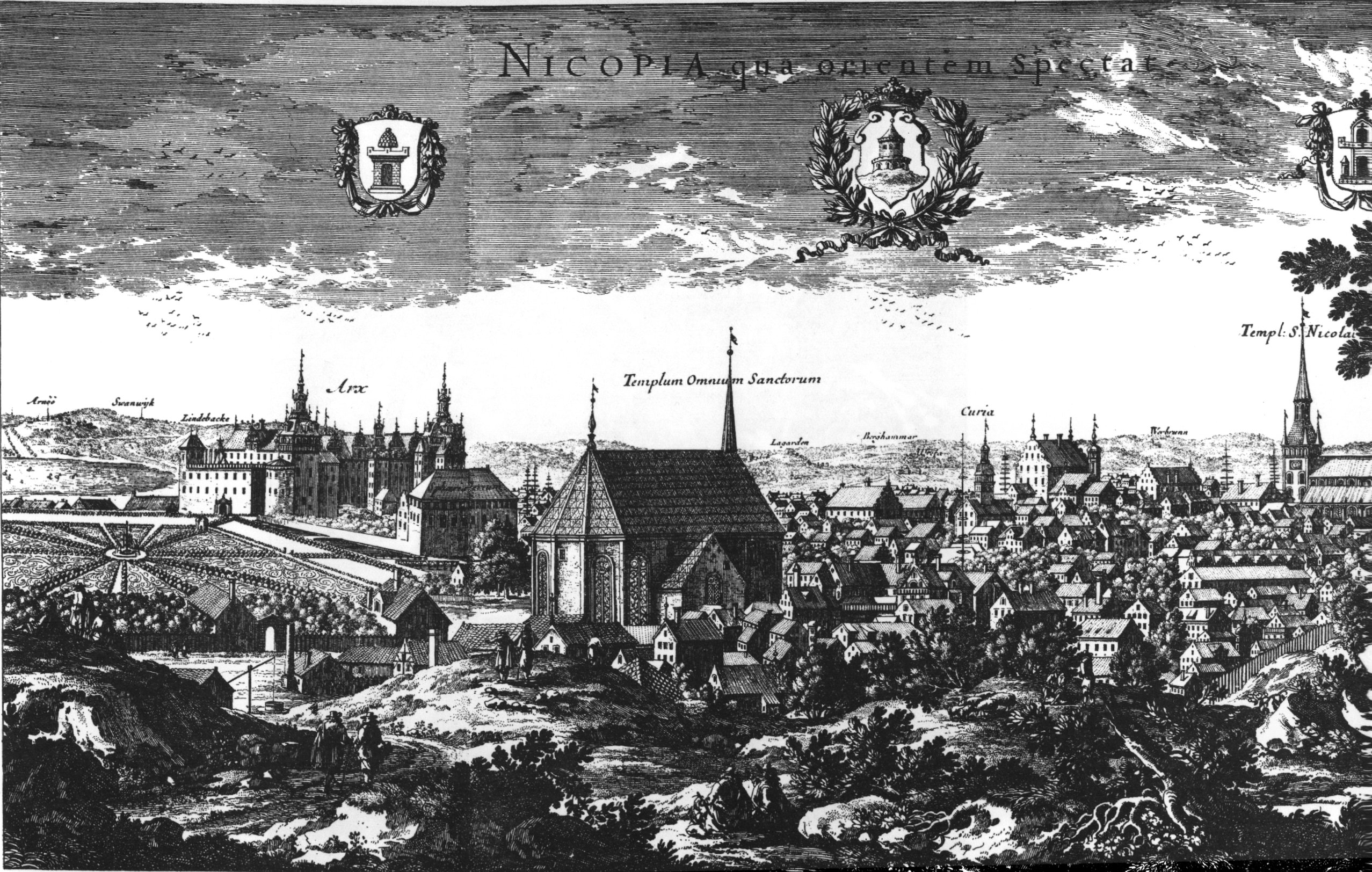
Nyköping um 1700, aus Suecia antiqua et hodierna.

Nyköping ([ny:ˈɕœpɪŋ], [ny:ˈçœpɪŋ]; deutsch veraltet Niekoping) ist eine Stadt in der schwedischen Provinz Södermanlands län und der historischen Provinz Södermanland. Die Residenzstadt der Provinz ist auch Hauptort der gleichnamigen Gemeinde.

## Geschichte
Archäologische Ausgrabungen weisen auf eine frühmittelalterliche Siedlung hin. Im 12. Jahrhundert wurde der Vorläufer zur Burg Nyköpingshus gebaut, die im Laufe des folgenden Jahrhunderts zu einer der stärksten Festungen im Reich wurde. Anfang des 14. Jahrhunderts war Nyköping ein wichtiges Machtzentrum in Schweden und Schauplatz des Machtkampfes zwischen König Birger Magnusson und seinen Brüdern Erik und Valdemar.
Im 16. Jahrhundert wurde Nyköping Residenzstadt des Herzogs Karl, des späteren Königs Karl IX., und dessen Sohns Karl Filip. Der Status als Residenzstadt begünstigte die Entwicklung der Stadt, die zu dieser Zeit einen Höhepunkt erlebte. 1634 wurde Nyköping Residenzstadt für die neu geschaffene Provinz Nyköpings län, später Södermanlands län. 1665 wurden große Teile der Stadt und das Schloss durch einen Brand vernichtet. 50 Jahre später fiel die Stadt erneut einem Brand zum Opfer, als russische Truppen die Stadt plünderten und niederbrannten.

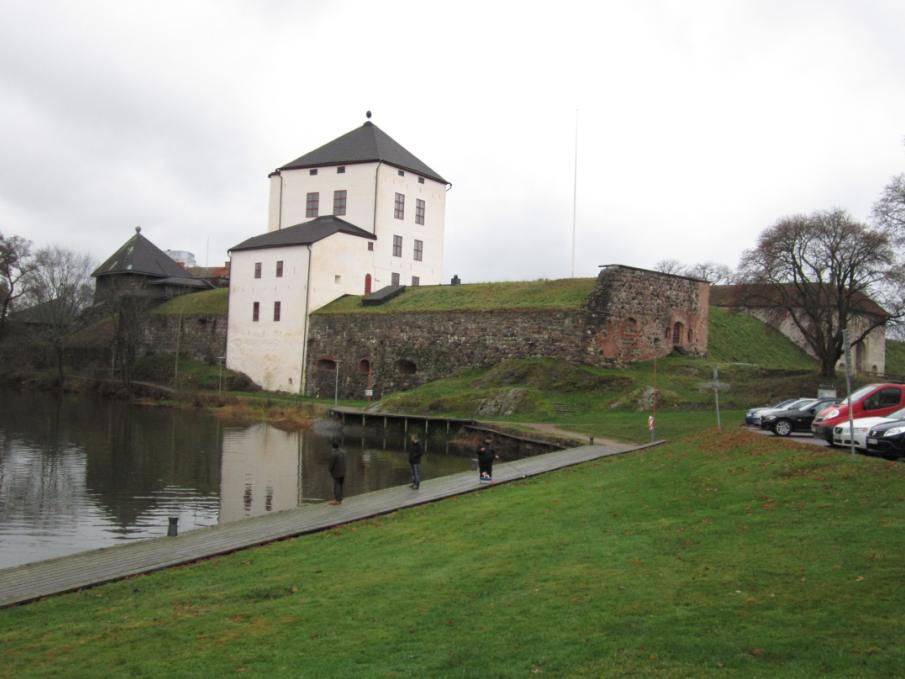
Die Burg Nyköpingshus in Nyköping mit dem Landesmuseum

Die Industrialisierung erfasste Nyköping recht früh, das schon zu Beginn des 19. Jahrhunderts Textilmanufakturen, eine Werft und ein Hüttenwerk besaß. Nyköping entwickelte sich zu einer wichtigen Industriestadt und die Bevölkerung wuchs stark. Noch 1950 waren mehr als die Hälfte aller Arbeitnehmer in der Industrie beschäftigt. Als Residenzstadt und Zentralort hat Nyköping aber auch einen bedeutenden Dienstleistungssektor, der in den letzten Jahrzehnten stark wuchs.

## Stadtbild

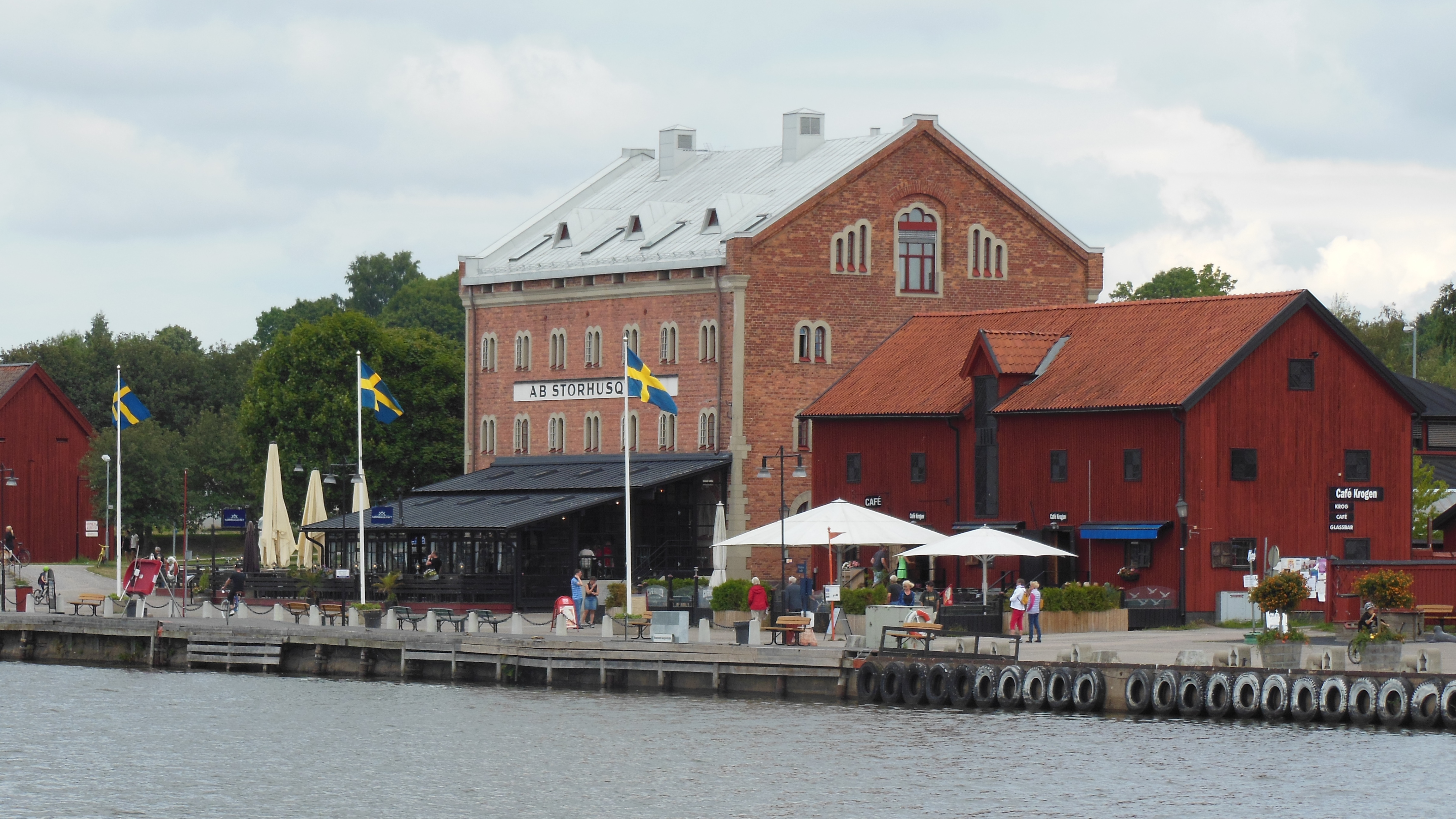
Restaurants und Läden in den alten Manufakturen am Nyköpingsån

Aus der Zeit vor 1719, als Nyköping durch russische Truppen eingenommen und zerstört wurde, gibt es kaum noch Gebäude. Die niedrigen Bürgerhäuser und die zahlreichen öffentlichen Gebäude der Residenzstadt sind aus dem 18. und 19. Jahrhundert. Erwähnenswert sind unter anderem das Rathaus aus dem Jahr 1723, die Residenz aus dem Jahr 1810 und das alte Gerichtsgebäude, das vom Architekten Carl Westman 1909 fertiggestellt wurde. Entlang des Flusses Nyköpingsån entstanden Ende des 18. Jahrhunderts und im 19. Jahrhundert Manufakturen und Fabriken, die heute Büros, Restaurants u. a. beherbergen.

## Wirtschaft
Nyköping ist Dienstleistungszentrum für die Region. Zu den größeren in Nyköping ansässigen Industrieunternehmen gehören Saab Automobile AB, Studsvik AB, CEWE Instrument AB und Thorsman & Co AB sowie Eberspächer Exhaust Technology Sweden AB.

## Verkehr
Nyköping liegt an der Europastraße 4. Bei Nyköping liegt der internationale Flughafen Skavsta (auch: Stockholm-Skavsta). Skavsta wurde bis vor wenigen Jahren ausschließlich als Militärflugplatz genutzt. Durch Verträge mit mehreren Fluglinien gewann Skavsta in den letzten Jahren jedoch auch für die zivile Luftfahrt an Bedeutung und verzeichnet seitdem jährlich wachsende Passagierzahlen. Im Jahr 2009 stiegen die Passagierzahlen in Skavsta auf mehr als 2,5. Mio. Passagiere. Damit ist Skavsta der drittgrößte Flughafen Schwedens und der zehntgrößte in Skandinavien.

## Söhne und Töchter der Stadt
- Christine Magdalena von Pfalz-Zweibrücken-Kleeburg (1616–1662), Pfalzgräfin von Zweibrücken-Kleeburg, durch Heirat Markgräfin von Baden-Durlach
- Karl X. Gustav (1622–1660), König von Schweden
- Erik Pettersson (1890–1975), Gewichtheber
- Dick Helander (1896–1978), lutherischer Bischof von Strängnäs
- Gert Fredriksson (1919–2006), Kanute und mehrfacher Olympiasieger
- Bert Bolin (1925–2007), Meteorologe und Klimaforscher
- Ingvar Carlsson (1947–2009), Rallyefahrer
- Claes Janson (* 1947), Sänger
- Per Westerberg (* 1951), Politiker
- Anna Lindh (1957–2003), Politikerin mit Nyköping, Sörmland als Wahlkreis
- Tess Merkel (* 1970), Sängerin
- Pierre Fulke (* 1971), Profigolfer
- Henrik Nilsson (* 1976), Kanute und Olympiasieger
- Christian Douglas (* 1978), deutscher Politiker (AfD)
- Tiger Lou (* 1980), Karl Rasmus Kellerman, Musiker
- Josefin Olsson (* 1989), Seglerin
- Mahmoud Eid (* 1993), schwedisch-palästinensischer Fußballspieler
- Pontus Almqvist (* 1999), Fußballspieler
- Emil Bemström (* 1999), Eishockeyspieler